# Площанская Богородицкая Казанская пустынь
Площанская Богородицкая Казанская пустынь (Площанская пустынь) — православный мужской монастырь, расположенный в Брасовском районе Брянской области.

## История
История обители уходит в глубь веков. По легенде, монастырь у Площанского озера, давшего название обители, повелел основать святитель Николай. Достоверно известно, что уединённый монастырь был разорён поляками и после 1613 года начал возобновляться иеромонахом Киево-Печерской лавры Прокопием. В книге, вышедшей в 1855 году указывалось, что по сведениям игумена Серапиона, который был строителем монастыря в 1778 году:

…старейший насельник обители монах Ефрем утверждал, „что де при сей пустыни были великие леса и в сей же пустыне в горе, при источнике, который называется площанский колодезь, почему она и именуется Площанской пустынею, жили де во оной горе, в землянке три монаха, из коих один иеромонах Прокопий“. Прокопий пришёл сюда из Киево-Печерской Лавры, родом же был грек. 

По преданию, чудотворная Казанская икона Божией Матери была пожалована Прокопию патриархом Филаретом в благословение обители, резная икона святителя Николая была обнаружена Прокопием в развалинах монастыря, а древняя икона Всемилостивого Спаса была пожалована царём Михаилом Фёдоровичем.
В XVIII веке в монастыре началось активное строительство: в 1709 году была перестроена обветшавшая деревянная церковь во имя Казанской иконы Божией Матери; каменный Казанский собор был освящен в 1749 году. Были построены также храмы во имя Покрова Пресвятой Богородицы (1754), во имя Всех Святых над вратами обители (1783) и во имя Сошествия Св. Духа (1815). В 1764 году монастырь стал заштатным.
Монастырь закрыт в 1917 году, окончательно ликвидирован в 1921 году, но церковные службы продолжались до 1924 года. В 1919 году на хозяйственной базе монастыря была организована Коммуна «Пчела», которая в течение XX века превратилась в посёлок. 
Монастырь был возвращён монашествующим в конце 1994 года в разоренном состоянии. Настоятелем был назначен архимандрит Сергий (Булатников). Из четырёх храмов уцелел только один святодуховский храм, сохранились также развалины Казанского собора, остатки крепостной стены и братских келейных корпусов. Началось восстановление монастыря.
В 2001 году над святыми вратами, была возведена церковь Всех святых. В 2012 начато восстановление разрушенного собора.

## Духовная жизнь монастыря

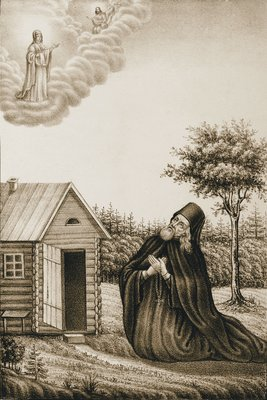
Иоасаф (Медведев)

Пустынь может считаться основоположницей возрождения старчества на Руси. Строитель Площанской пустыни иеромонах Иоасаф (Медведев) в 1746 году ушёл на пустынножительство в брянские леса, с этого начинается история площанского старчества. Его преемник и ученик, иеромонах Пафнутий, управлял обителью с 1746 по 1758 год; он часто навещал учителя, проживая у старца по нескольку дней, и в пустыни ничего не делал без его благословения и совета. Вместе со старцем в пустыни жил иеромонах Серапион, впоследствии в течение 30 лет, с 1777 по 1807 год, бывший настоятелем Площанской пустыни.
При настоятеле Иоиле (Титове) (с 1758 года), подвизался в монастыре, сначала послушником, затем иноком — иеромонах Адриан, ушедший пустынножительствовать в 1775 году. К нему за советом обращался будущий оптинский старец Моисей, по его благословению поселившийся в лесах с пустынниками, среди которых был монах Досифей, прежде живший несколько лет в Площанской пустыни, где и был пострижен в монашество (Досифей в 1828 году доживал свой век в скиту Оптиной пустыни, переселившись туда после сорокалетнего пребывания в Рославльских лесах; скончался схимонахом 22 декабря 1828 года).

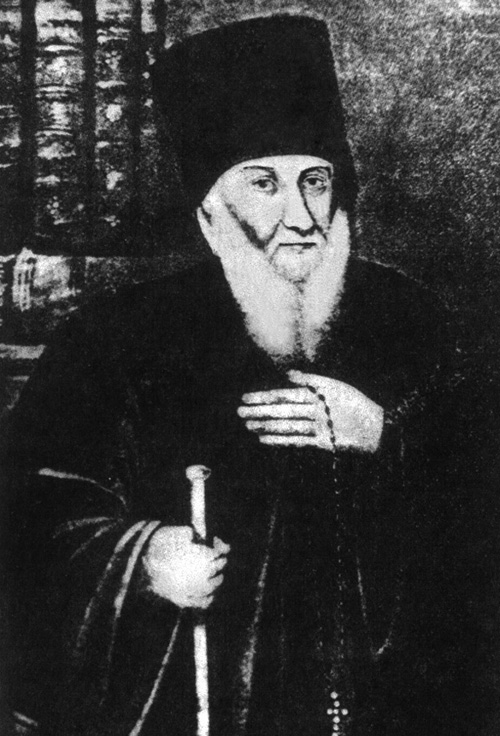
Старец Василий (Кишкин)

В ней подвизались схимонах Афанасий (Захаров) (в 1815—1825 гг.), ученик Паисия Величковского и иеромонах Василий (Кишкин) (в 1827—1831 гг.), у которых учился будущий оптинский старец Макарий (Иванов); в конце 1815 года Макарий, тогда ещё — иеродиакон Михаил, встретился в Площанской пустыне с другим будущим оптинским старцем — Моисеем.
В 1818 году в Площанской пустыни переменился настоятель: место доброго и болезненного Павла, уволенного по собственному прошению на покой в калужский архиерейский дом, — занял ученик старца Василия, строитель Белобережской пустыни, иеромонах Серафим (Веденисов). Он привёл с собой около 10 человек братии; переменил бывшее до него в Площанской пустыни знаменное пение на киевское. За время его настоятельства (до 1826 года) в пустыни собралось до 100 человек.
В Площанской пустыни короткое время, зимой 1828—1829 годов, были Леонид (Наголкин) и Игнатий (Брянчанинов). Затем несколько лет здесь жил Николай Петрович Демутье — бывший флотский капитан, будущий настоятель Малоярославского монастыря (1853—1863), схиархимандрит Никодим.
Тесной была связь Площанской пустыни с Оптиной: в июне 1846 года Площанский игумен, Иоанникий, посещал скит Оптиной пустыни «по своему желанию, для душевной своей нужды», в мае 1849 года в Оптиной был старец иеросхимонах Иосиф, в сентябре 1853 года сюда в Площанскую пустынь заезжал бывший её монах, старец Макарий, — теперь уже скитоначальний Оптиной.
В монастыре бывал великий князь Михаил Александрович, который имел рядом, в Брасово, имение.
С 1915 года настоятелем, последним до закрытия обители, был Никодим (Спиридонов), а последним площанским старцем стал монах Герман (Шевчук).

## Постройки Пустыни

### Казанский собор
Первый каменный храм монастыря был воздвигнут на месте деревянной церкви в честь Казанской иконы Божией Матери, построенной в начале XVII столетия. Церковь имела два придела — во имя святителя Николая Чудотворца (освящен в 1746 году) и в честь Киккской (Кипрской) иконы Божией Матери (освящен в 1828 году).
Главная святыня монастыря, чудотворная Казанская икона Божией Матери, снабженная богатейшей ризой, стояла в первом ряду иконостаса, слева от Царских врат. На челе Богородицы было украшение с бриллиантами в три ряда, в середине — большой изумруд, на венце — корона, а на плече — звёздочка из горного хрусталя с бирюзой. Жемчуг украшал и края ризы около лика Божией Матери. Убрус на голове был вышит мелким жемчугом; вокруг иконы на серебряной полосе изображались чудеса от неё. Во время пожара, случившегося 16 ноября 1879 года икона осталась совершенно целой, тогда как даже по потолку храма пошли трещины — столь сильным был огонь.
В приделе Киккской иконы Божией Матери пребывала местночтимая Киккская икона Божией Матери, которую, по преданию, принес в монастырь старец Василий (Кишкин).

### Храм в честь Покрова Пресвятой Богородицы
Тёплая церковь в честь Покрова Пресвятой Богородицы возводилась в 1752—1754 годах. Руководил работами тогдашний строитель пустыни иеромонах Пафнутий (Козёлкин), управлявший монастырем после старца Иоасафа, с 1746 по 1758 год.
В этой церкви был ещё придел в честь Рождества Иоанна Крестителя, который был перенесён в построенный Храм Сошествия Святого Духа. В частности, это стало следствием и общего обветшания Покровской церкви.
После возобновления монашеской жизни в Площанской пустыни этот храм был восстановлен первым. 

### Храм Сошествия Святого Духа на апостолов
Храм строился при строителе иеромонахе Павле (Крячкове) на средства помещиков из Карачева, Верёвкиных. Освящён был в 1815 году и имел два придела — в честь Феодоровской иконы Божией Матери и в честь Рождества Иоанна Предтечи.
Главной святыней этого храма был образ Всемилостивого Спаса, который украшала сребропозлащённая риза, имевшая в венце четыре крупных драгоценных камня в обрамлении одиннадцати мелких камней. Риза была снабжена надписью: «Сооружена риза сия на образ Всемилостивого Спаса, жалованный блаженной памяти Великим Государем, Царем и Великим Князем Михаилом Феодоровичем всея России с образом Казанския Богородицы на благословение сей Площанской пустыни строителю иеромонаху Прокопию. А сия риза устроена подаянием Христолюбивых подателей при строителе сей пустыни игумене Серапионе в 1798 году 14 февраля; весу в ней 10 фунтов».

### Надвратная церковь во имя Всех Святых
Надвратная церковь была построена в начале 1780-х годов при строителе иеромонахе (позже игумене) Серапионе. Освящена была в 1783 году епископом Севским Дамаскином (Рудневым) перед его переводом в Нижний Новгород.
Надвратный храм представлял собой четверик, окруженный галереей, на который был водружен, равный в сечении основанию, купол.
В советскую эпоху церковь подверглась разрушению; была восстановлена  в 2002 году.

## Святыни
- Мощи преподобного Василия (Кишкина)
- Чудотворный список Казанской иконы Матери Божией

Святые источники:
- В честь иконы Божией Матери "Живоносный Источник" (Германовский) c купальней
- Древний святой источник с Часовней Николая Угодника
- Источник в честь свв. Космы и Дамиана

## Комментарии
1. ↑  Через месяц после поступления в обитель, 16 ноября 1810 года, Михаил Иванов, был определён в число послушников Площанской пустыни, а 24 декабря того же года пострижен строителем монастыря Иоанникием в рясофор и наречен Мельхиседеком; в 1813 году Иоанникий был уволен на покой в Свенский монастырь и новый настоятель монастыря, Павел (Крячков) (управлял обителью до 1818 года) постриг его в мантию, с наречением имени Макарий.
2. ↑  Отсюда Леонид (Наголкин) отправился в Оптину пустынь с 6 учениками, среди которых был постриженный тайно во время болезни в схиму строителем Площанской пустыни Маркеллином, Диомид Кондратьев, о смерти которого в «Летописи скита… при Козельской Введенской Оптиной пустыни» за май 1849 год указано: «1-го, в воскресенье, утром в 6-м часу скончался болящий старец отец Диомид Кондратьев на 69-м году от роду.»